# Erasmo de la Parra
Erasmo de la Parra (Ámsterdam, 11 de marzo de 1987) es un director de cine y productor musical chileno-neerlandés. 

## Biografía
Erasmo de la Parra nació en Ámsterdam en 1987 como hijo de Claudio Parra, fundador y miembro de la banda musical chilena Los Jaivas y Patricia Vera, refugiada política chilena. Estudió en la escuela artística IVKO de Ámsterdam, la cual fue fundada por la bailarina Hans Snoek.
Erasmo exploró desde temprana edad la producción musical, el teatro y el cine marcando el inicio de su trayectoria artística. Su hermano Johan Mendez, fundador de La Pozze Latina, una de las bandas pioneras de hip hop en Chile, fue quien introdujo a Erasmo en el mundo de la producción musical.

## Carrera Musical
A los 16 años produjo el álbum debut (inédito) de la artista chilena Ana Tijoux, marcando el comienzo de su incursión profesional en la producción musical.
En el 2007, colaboró con el sello discográfico británico 'Lizard King Records' en proyectos que incluyen a artistas como The Killers y Santogold, y produjo bases para Missy Elliott. 
En el 2010 fundó el sello discográfico Antartek Records, impulsando la carrera de artistas emergentes como el productor británico El Búho y el dúo de house andino Matanza.
Entre sus colaboraciones destacan las realizadas con Celine Reymond (bajo el alias de Kali Mutsa), Makiza, los hermanos Diego y Damian Noguera, el artista Giovanni Gellona, y Sebastián Aracena, guitarrista y compositor frecuente en proyectos de Mon Laferte.

## Carrera Cinematográfica
En 2013, coincidiendo con la celebración del quincuagésimo aniversario de Los Jaivas, Erasmo se preparaba para su debut cinematográfico con 'The High Bass', con la participación prevista del actor chileno-estadounidense Pedro Pascal, en uno de los roles principales. No obstante, el avance de 'The High Bass' se vio interrumpido por disputas legales sobre los derechos de imagen, externas a su rol de director. 
Posteriormente, Erasmo dirigió campañas publicitarias para Yves Saint Laurent, L'Oréal, y Chanel, y produjo cortometrajes como 'Kool Kats' y 'U47700', este último con Walt Klink, actor emergente holandés conocido por sus roles en las series 'The English' y 'Rabbit Hole'. 
Actualmente, enfoca sus esfuerzos en el largometraje 'Charango' y en la serie 'Trapped in 91', prevista para filmarse en los Estudios Ciudad de la Luz.

## Filmografía
- Sui Generis (Cortometraje, 2018)
- U-47700 (Cortometraje, 2021)
- The High Bass (Anunciada)[18]
- Cherry Telegram (Anunciada)[17]
- Charango (Anunciada)[7]
- Trapped in '91 (Serie, anunciada)[19]